# Vosegus
Vosegus (le plus souvent Vogesus, parfois Vosagus ou plus rarement Vosacius) était le nom emprunté au monde celtique rhénan au sein de l'empire romain pour désigner la chasse dans les forêts profondes. Vosegus est dans l'héritage gallo-romain un dieu topique de la faune. Cette antique divinité à la fois noire et souvent invisible est dans ce sens proche d'Arduinna et Abnoba.

## Description gallo-romaine
Sur les rares représentations qui nous soit parvenues, Vosegus est représenté avec un arc et un bouclier, il est parfois accompagné d'un chien. Un centre où Vosegus était vénéré est au voisinage de Donon, encore aujourd'hui lieu de brame des cerfs en automne. Sur ce double mont sacré ou dunum en gaulois, il y avait deux temples consacrés au culte solsticial, le solstice d'hiver sur le Petit Donon, le solstice d'été au (grand) Donon proprement dit. Vosegus divinité présidant à la faune ou à la vie sauvage, on dirait aujourd'hui la nature, y avait son culte.
Dans la religion gallo-romaine, forte du syncrétisme méditerranéen avec les cultes belges autochtones, Vosegus s'impose en dieu tutélaire de la silva Vosagum, vaste contrée forestière rassemblant les Vosges et la Vôge, dans l'est de la Gaule. Son nom est aussi attesté sur environ cinq inscriptions à l'ouest de l'Allemagne, notamment dans le continuum allemand des Basses-Vosges, ainsi que dans l'Est de la France, deux fois sous la forme Vosego Silv(estri) et une fois sous la forme Merc(urio) Vos(ego).

## Description locale
Dieu topique à la vouge, juché sur un arbre et coupant les extrémités des branches vertes, l'art des conteurs vosgiens lui faisait chanter une chanson rauque, affirmant que les vents violents n'auraient plus de prises et donc ne détruiraient pas les grands arbres vénérables des forêts. Mieux il est le dieu qui domestique les vents, ce qui pourrait en faire, par récupération chrétienne, le patron des soufflets ou des souffleries, et de leurs servants.
La divinité modeste devenue une créature du folklore médiéval n'a gardé qu'une prégnance exclusive sur le végétal. Il n'est qu'un protecteur des arbres et par conséquent du monde végétal. C'est peut-être la fonction d'origine du dieu celtique qui a été étendue abusivement à l'époque gallo-romaine. Il serait regrettable de le confondre avec Cernunnos, le dieu celte cornu, protecteur de la faune (mammalienne) et du renouveau vital.[réf. nécessaire]
Tout végétal est en principe immobile à la base de sa tige ou de son tronc.[réf. nécessaire] Il est par conséquent l'être vivant d'un lieu. Dans la tradition vosgienne, le qualificatif  de l'être à la vouge est Thanne ou Dani. Le mot, probablement gaulois, est apparenté au vieux germanique danna, qui est d'abord un adverbe de lieu avant de devenir l'adverbe de temps "dann" en allemand du XIXe siècle. Le terme allemand est de même racine que l'article défini "der". Thanne ou Dane signifie un attachement inébranlable à un lieu précis, celui-là et pas ailleurs. En témoigne la dénomination toponymique de Thann, petite ville médiévale autrefois prospère sur la route qui franchissait le massif vosgien pour rejoindre Bussang et la vallée de la Moselle, le nom générique des Dani ou Danois...
Il existe une ancienne confusion perceptible entre ce terme Thanne et le vieil-haut-allemand tanna, qui a donné die Tanne, le sapin en allemand. Mais une observation attentive des rituels anciens et la différence phonétique ne peut induire en erreur. Il s'agit d'un calque gallo-romain qui a utilisé le sapin (tanna, venant de l'indo-européen dhanu-h, soit l'arc en bois de sapin soit l'attribut de Vosegus) comme symbole de Vosegus et parfois dans l'être vert à la vouge. Dans le langage des "mais", cérémonial de verdure antique et médiéval souvent associé au premier mai, la branche de sapin représente la fidélité, la foi continuée, la longévité extrême de vie ainsi que le souhait d'une bonne et longue vieillesse. L'être à la vouge patronnait cette cérémonie, allant du baptême des fontaines au nobles défilés, en passant par le langage du dônage des garçons amoureux, mais il n'incite pas à couper que du sapin, fait rare destiné à un curé exemplaire ou une vieille fille acariâtre.[réf. nécessaire]
Les interprétations savantes ou littéraire du XIXe siècle sont révélatrices d'assimilations hâtives à des rites de force ou de puissance viriles ou animales. Une pseudo-étymologie latine, par le terme vosego, désignant la force, la vigueur, voire la virilité sexuelle, ou une dérivation ou décomposition fantaisiste par bos, le bœuf pour suggérer le culte de la force ritualisé du taureau en Méditerranée, se retrouve parmi les interprétations les plus citées. Il est vrai que le bonhomme couvert de branchages verts, l'être vert, qui le représente dans les récits médiévaux, porte en lui une vigueur végétale exceptionnelle, à l'aune du printemps naissant. Le bonhomme vert, protecteur des jeunes pousses, peut logiquement être placé sous le patronage de Vénus, déesse de la prime saison et des amours de la Rome antique. Que ce représentant de la vie renaissante soit assimilé à un puissant bovidé qui ne se nourrit paradoxalement que d'herbes vertes et de verdures, est aussi compréhensible.[réf. nécessaire]
Peut-on retrouver des corrélations faciles avec le monde gallo-romain de la chasse, de la guerre, de la destruction mortifère ? Il semble que la confusion avec Hêsus, le dieu de l'être et de la mort au combat, le dieu noir du vent et de régénérescence à partir de la matière consumée,[réf. nécessaire] ait joué lors de l'attribution gallo-romaine au dieu Vosegus ou Vogesus de sa fonction de "chasseur errant dans les bois". Il existe un calendrier rituel précis, comme les conteurs ne cessaient de le rappeler, propre à chaque culture et lieu. Le conte typique des Vosges du Sud, du faucheur fou au début de l'été après la saint-Jean, qui, une fois sa faux en main, ne s'arrête plus et fauchait toute la vallée et au-delà, illustre sous une forme humoristique, le changement de statut divin : Vosegus patronnerait dans ce cas la récolte de foin et d'herbe, il coupe sans état d'âme. Son chien représente ici la canicule, la privation d'eaux néfastes à la récolte et explique la cérémonie lorraine du tue-chïn, c'est-à-dire le rite de tuer le chien, qui impose idéalement une période sans pluies qui est justement levée à la fin de la fenaison par le rameau végétal ou la branche de sapin, placé sur le dernier chariot de récolte. À l'automne, surtout après la Samain, Vosegus serait alors le premier des bûcherons merveilleux, un rôle de contes qu'il hérite de son probable statut archaïque de dieu des arbres et du vent.[réf. nécessaire]
Aussi force est de constater que Vosegus est en premier lieu associé au rituel pacifique du mai, avec ses défilés, ses dônages, ses associations en fêtes... ou à des pratiques médicales, par l'usage des plantes séchées à partir de ce jour. S'échanger ou déposer une petite branche, un bouquet de rameaux fleuris de mai ou même un arbre est un rite clos dans le temps. Le soir ou le jour suivant, les produits de la cueillette s'évanouissent dans un grand feu. Comment ne pas retrouver le principe de Beltaine, de sa vigile à la fête de purification des bestiaux sortis des étables. Les troupeaux devaient en effet être conduits vers de grands feux, allumés sur des amas de bois verts, sources de fumées denses et de brouillards au contact de l'air frais.